# 島津久治
島津 久治（しまづ ひさはる）は、幕末の薩摩藩家老。島津氏一門・宮之城島津家15代当主。島津久光の次男。薩摩藩最後の藩主である忠義（茂久）の同母弟。史料では諱の久治ではなく、百官名（通称）で島津 図書（しまづ ずしょ）と記される。

## 略伝
天保12年、島津久光の次男として重富館（現鹿児島県姶良市）に誕生する。母は正室の千百子。嘉永5年（1852年）閏4月に島津久宝の養嗣子となることが決定し、同年3月に家督を相続した。また、久宝の娘と結婚する。

### 幕末期
文政2年（1855年）に海防総頭取に任命され、薩摩藩の沿岸防衛の要を務める。文久3年（1863年）の薩英戦争勃発に際して実兄の茂久（のちの忠義）の代理として薩摩藩海軍の指揮を執る。元治元年（1864年）、禁門の変でも茂久の代理として皇居警衛総督、同年12月には薩英戦争講和使節代表となり長崎を訪問する。慶応2年（1866年）に家老に任ぜられる。若年でありながら次々と要職を務めたのは、国父・久光の次男で、藩主・茂久の弟という血統がものを言ったものと思われる。
ところがこの頃の薩摩藩内では倒幕派が主流となり、孝明天皇の基本方針に沿った公武合体派の論調をとっていた久治は窮地に立たされることとなる。慶応3年（1867年）には小松帯刀、桂久武らの強硬論に対して、重職では慎重論を唱えただ一人反論した。明治元年（1868年）の戊辰戦争では私領4番隊を会津藩攻撃に向かわせたものの、久治本人は参加しなかった。これが若手藩士からは「軟弱」行為と映り、川村純義らに藩主の目前で詰問されるという屈辱的な目に遭う。

### 維新後・急死
明治2年（1869年）2月に家老を辞職し、同年8月には私領15750石を藩に返上、代わりに家禄1500石を賜る。以後は国政・藩政にはかかわらず、以前より関心のあった教育事業に参加した。明治4年（1871年）、所領のあった吉野村（現鹿児島市吉野町）に第12郷校が建設された際、建材の提供などを行っている。
明治5年（1872年）正月に急死した。享年32。島津家に伝わる公式系図などでは急病によるとしているが、西郷隆盛から大久保利通に宛てた当時の書簡では「ピストル自殺」と明言されている。家老辞職の頃より孤立感から気鬱となっており、父・久光も「気遣っていたが手遅れとなった」とある。幕末の勝者側の、それも藩主の一門としてはあまりにも哀れな最期であった。墓所は歴代宮之城家墓所である宗功寺ではなく鹿児島市の天神山墓地に設けられたが、戦後になって子孫の手により歴代宮之城家墓所に移転した。
あとには前年生まれたばかりの長男・長丸と未亡人が残された。長丸は長じて叔父・珍彦の娘である治子と結婚、明治30年（1897年）3月に男爵となり、華族に列した。
大正5年（1916年）、従四位を追贈された。

## 登場作品
テレビドラマ
- 『篤姫』（2008年、NHK大河ドラマ、演：加治将樹）